# Éhuns
Éhuns ist eine Gemeinde im französischen Département Haute-Saône in der Region Bourgogne-Franche-Comté.

## Geographie
Éhuns liegt auf einer Höhe von 264 Metern über dem Meeresspiegel, 7 Kilometer südwestlich von Luxeuil-les-Bains und etwa 20 Kilometer nordöstlich der Stadt Vesoul (Luftlinie). Das Dorf erstreckt sich im nördlichen Teil des Departements, am Westrand der Ebene von Luxeuil und der Talniederung der Lanterne, am Nordfuß der Höhen des Bois de la Grande Brosse.
Die Fläche des 5,53 Quadratkilometer großen Gemeindegebiets umfasst einen Abschnitt der leicht gewellten Landschaft südlich der Lanterne. Der nordöstliche Teil des Gebietes wird von der Alluvialniederung der Lanterne eingenommen. Sie liegt durchschnittlich auf 255 Meter und weist eine Breite von rund 5 Kilometern auf. Landwirtschaftliche Nutzung herrscht hier vor. Die nordöstliche Abgrenzung verläuft streckenweise entlang der Lanterne, während sich im Osten die Niederung ihres Seitenbaches Ruisseau de la Mouroie befindet.
Nach Südwesten erstreckt sich das Gemeindeareal den sanft geneigten Hang von Éhuns hinauf, dessen Untergrund zur Hauptsache aus Muschelkalk der mittleren Trias aufgebaut ist. Weiter nach Südwesten leitet eine rund 100 Meter hohe Geländestufe über zu den bewaldeten Höhen des Bois de la Grande Brosse. Hier treten neben Muschelkalk auch sandig-mergelige und kalkige Sedimente zutage, die während des Unterjura abgelagert wurden. Mit 407 Meter wird hier die höchste Erhebung von Éhuns erreicht. Mit einem schmalen Zipfel reicht der Gemeindeboden jenseits dieses Höhenrückens in das Quellgebiet des Durgeon.
Nachbargemeinden von Éhuns sind Breuches im Norden, Baudoncourt im Osten, Visoncourt im Süden sowie Villers-lès-Luxeuil im Westen.

## Geschichte
Das Gebiet um Éhuns war schon in prähistorischer Zeit besiedelt. Aus der gallorömischen Zeit wurden zahlreiche Überreste, insbesondere Mauerfundamente (Camp de César) und Gräber entdeckt. Erstmals urkundlich erwähnt wird Éhuns im Jahr 1299. Im Mittelalter gehörte das Dorf zur Freigrafschaft Burgund und darin zum Gebiet des Bailliage d’Amont. Die lokale Herrschaft hatte das Kloster Luxeuil inne. Zusammen mit der Franche-Comté gelangte das Dorf mit dem Frieden von Nimwegen 1678 definitiv an Frankreich. Heute ist Éhuns Mitglied des 17 Ortschaften umfassenden Gemeindeverbandes Communauté de communes du Pays de Saulx. Das Dorf hat keine eigene Kirche, es gehört zur Pfarrei Villers-lès-Luxeuil.

## Sehenswürdigkeiten
Zu den Sehenswürdigkeiten von Éhuns zählen Überreste von Schanzenanlagen aus dem 15. und 16. Jahrhundert sowie der überdachte Brunnen auf dem Dorfplatz aus dem 19. Jahrhundert.

## Bevölkerung
| Jahr                       | 1962 | 1968 | 1975 | 1982 | 1990 | 1999 | 2006 | 2016 |
| Einwohner                  | 132  | 120  | 124  | 147  | 185  | 232  | 254  | 240  |
| Quellen: Cassini und INSEE |      |      |      |      |      |      |      |      |

Mit 221 Einwohnern (1. Januar 2022) gehört Éhuns zu den kleinen Gemeinden des Département Haute-Saône. Nachdem die Einwohnerzahl in der ersten Hälfte des 20. Jahrhunderts deutlich abgenommen hatte (1886 wurden noch 227 Personen gezählt), wurde seit Beginn der 1970er Jahre wieder ein kontinuierliches Bevölkerungswachstum verzeichnet. Seither hat sich die Einwohnerzahl verdoppelt.

## Wirtschaft und Infrastruktur
Éhuns war bis weit ins 20. Jahrhundert hinein ein vorwiegend durch die Landwirtschaft (Ackerbau, Obstbau und Viehzucht) und die Forstwirtschaft geprägtes Dorf. Heute gibt es einige Betriebe des lokalen Kleingewerbes. In den letzten Jahrzehnten hat sich das Dorf zu einer Wohngemeinde gewandelt. Viele Erwerbstätige sind deshalb Wegpendler, die in den größeren Ortschaften der Umgebung ihrer Arbeit nachgehen.
Die Ortschaft liegt abseits der größeren Durchgangsachsen an einer Departementsstraße, die von Baudoncourt nach Villers-lès-Luxeuil führt. Weitere Straßenverbindungen bestehen mit Sainte-Marie-en-Chaux und Visoncourt.